# Софија (ТВ серија)
Софија (шп. Sofía, dame tiempo) колумбијско-америчка је теленовела, продукцијске куће Телемундо, снимана 2003.
У Србији је емитована 2004. на телевизији Пинк.

## Синопсис
Карте кажу да је судбина Софије Сантеро и Сантијага Родригез записана. Волеће се целога живота али ће њихова љубав бити немогућа, због чега ће морати да сносе последице, не само због својих осећања, него и због прошлости због које нису криви али су у њу директно умешани.
Софија и Сантијаго су двоје младих људи, који се још од ране доби сматрају једно за другог. Одрасли су заједно у малом рибарском месту Соплавијенту, окружени природом, миром и великом количином подељених илузија. Он је по професији рибар, она учитељица. Обоје желе да имају велику породицу, са пуно деце и да буду веома срећни.
Међутим, тај сан није баш лако остварив. На дан њиховог венчања, Сантијаго бива оптужен и прогоњен, иако није одговоран за злочин који му преписују – убиство Камила Манрикеа, његовог највећег непријатеља. Софија, не знајући шта се дешава, чека га у цркви, обучена у венчаници пред неповерљивим погледима званица, док Сантијаго знајући да његов живот виси о концу, принуђен је на бег, губећи успут могућност да објасни шта се десило са Камилом.
Сантијаго одлази из свог места, његови снови и сва животна очекивања су изгубљени. Грегорио Манрике, Камилов отац, је спреман да плати сваку цену ономе ко ухвати Сантијага. Неколико месеци касније, Сантијаго сазнаје да је Софија трудна и очекује његово дете.

## Улоге
| Глумац:              | Улога:          |
| -------------------- | --------------- |
| Карен Мартинез       | Софија          |
| Рафаел Новоа         | Сантијаго       |
| Ана Марија Туриљо    | Франческа       |
| Ана Лаверде          | Валерија        |
| Марсела Гаљего       | Фабиола         |
| Педро Могољон        | Сантос          |
| Салво Басиле         | Салваторе       |
| Сесилија Навија      | Росита          |
| Астрид Хернандез     | Марилин         |
| Лилијана Гонзалез    | Пилар           |
| Марија Хосе Мартинез | Татјана         |
| Сајан Кастро         | Анибал          |
| Тато Вега            | Поручник Дијаз  |
| Карлос Хуртадо       | Дајро           |
| Алехандро Лопез      | Николас         |
| Рамиро Менесес       | Поручник Пинзон |
| Катерине Велез       | Адела           |
| Орландо Фундичели    | Тоњо            |
| Мајте Перез          | Викторија       |
| Роналдо Тарахано     | Камило          |
| Виктор Сифуентес     | Грегорио        |